# 奧斯特里伊夫
50°31′34″N 25°28′45″E / 50.52611°N 25.47917°E
奧斯特里伊夫（烏克蘭語：Остріїв），是烏克蘭西北部的村莊，隸屬里夫內州的杜布諾區。該村面積10.4平方公里，海拔高度192米，2001年人口317，人口密度每平方公里30.5人。